# Sageretia thea
Sageretia thea là một loài thực vật có hoa trong họ Táo. Loài này được Pehr Osbeck miêu tả khoa học đầu tiên năm 1757 dưới danh pháp Rhamnus thea. Năm 1968 Marshall Conring Johnston chuyển nó sang chi Sageretia.

## Tên gọi
Tại Việt Nam, người ta gọi nó là chanh châu thơm trà, xích chu, tước mai, quanh. Tại Trung Quốc người ta gọi là 雀梅藤 (tước mai đằng).

## Phân bố
Loài này được tìm thấy tại Afghanistan, Ả Rập Xê Út, Ấn Độ (Tây Himalaya), các tiểu quốc vùng Vịnh, Eritrea, Ethiopia, Đài Loan, Iran, Malaysia bán đảo, Myanmar, Lưu Cầu, Nepal, Nhật Bản, Oman, Pakistan, Somalia, Tajikistan, Thái Lan, bán đảo Triều Tiên,Trung Quốc (trung bắc, trung nam, đông nam), Turkmenistan, Uzbekistan, Việt Nam, Yemen. Du nhập vào Texas. Môi trường sống là rừng núi, bụi rậm, đồi núi; ở cao độ dưới 2.100 m.

## Mô tả
Cây bụi leo bám hoặc mọc thẳng, cao tới 3 m, phân nhánh. Các cành thanh mảnh, mọc cách hoặc gần đối diện, màu ánh nâu, kết thúc bằng các gai, có lông măng mịn khi non. Các lá mọc đối tại các mắt ở đáy tới mọc cách; cuống lá 2-7 mm, có lông tơ mịn; phiến lá mặt xa trục màu xanh lục nhạt, mặt gần trục màu xanh lục, thông thường hình elip, thuôn dài hoặc hình trứng-elip, hiếm khi hình trứng hoặc gần như tròn, 2-4,5 × 0,7-2,5 cm, dạng giấy, mặt xa trục nhẵn nhụi hoặc có lông tơ trên các gân, đôi khi có lông măng sau trở thành nhẵn nhụi, mặt gần trục nhẵn nhụi, gân bên 3-5(-7) cặp, nổi rõ ở mặt xa trục, đáy thuôn tròn hoặc gần hình tim, mép có răng cưa nhỏ, đỉnh nhọn, tù hoặc thuôn tròn. Hoa màu vàng, không cuống, có mùi thơm, thường có 2 đến vài chùm ở đầu cành hoặc cành hoa bông thóc lỏng lẻo ở nách lá hoặc cành hoa bông thóc hình chùy; trục cành hoa 2-5 cm, thưa lông tơ mịn. Ống đài hoa thưa lông tơ, hình chén nông; lá đài hình tam giác, ~1 mm. Cánh hoa hình thìa, ngắn hơn lá đài, đỉnh chẻ đôi, thường đảo ngược. Đĩa hoa mọng, nhẵn nhụi, dày lên khác biệt xung quanh bầu nhụy. Bàu nhụy 3 ngăn, mỗi ngăn 1 noãn; vòi nhụy rất ngắn; đầu nhụy chẻ ba. Quả hạch màu đen hoặc tía đen khi thuần thục, hình từ gần cầu đến trứng ngược, đường kính ~5 mm, với 1-3 hạch; vỏ quả giữa mọng thịt, vị chua. Hạt dẹt, có khía răng cưa ở cả hai đầu. Ra hoa tháng 7-9, tạo quả tháng 3-tháng 5 năm sau.

## Các thứ
Hiện tại người ta công nhận các thứ sau:
- Sageretia thea var. thea: Nguyên chủng.
- Sageretia thea var. bornmuelleri (C.K.Schneid.) M.C.Johnst. ex H.Hara, 1979:[7] Từ bán đảo Ả Rập, Iran tới Trung Á và Tây Himalaya.
- Sageretia thea var. cordiformis Y.L.Chen & P.K.Chou, 1979:[8] Từ Trung Quốc (Vân Nam) tới Thái Lan. Cuống lá 1-2 mm; phiến lá hình tim hoặc hình trứng-hình tròn, 1-3 × 1-2 cm, đáy hình tim hoặc gần hình tim. Môi trường sống là các bụi rậm trên sườn dốc; ở cao độ khoảng 700 m.[9]

## Hình ảnh

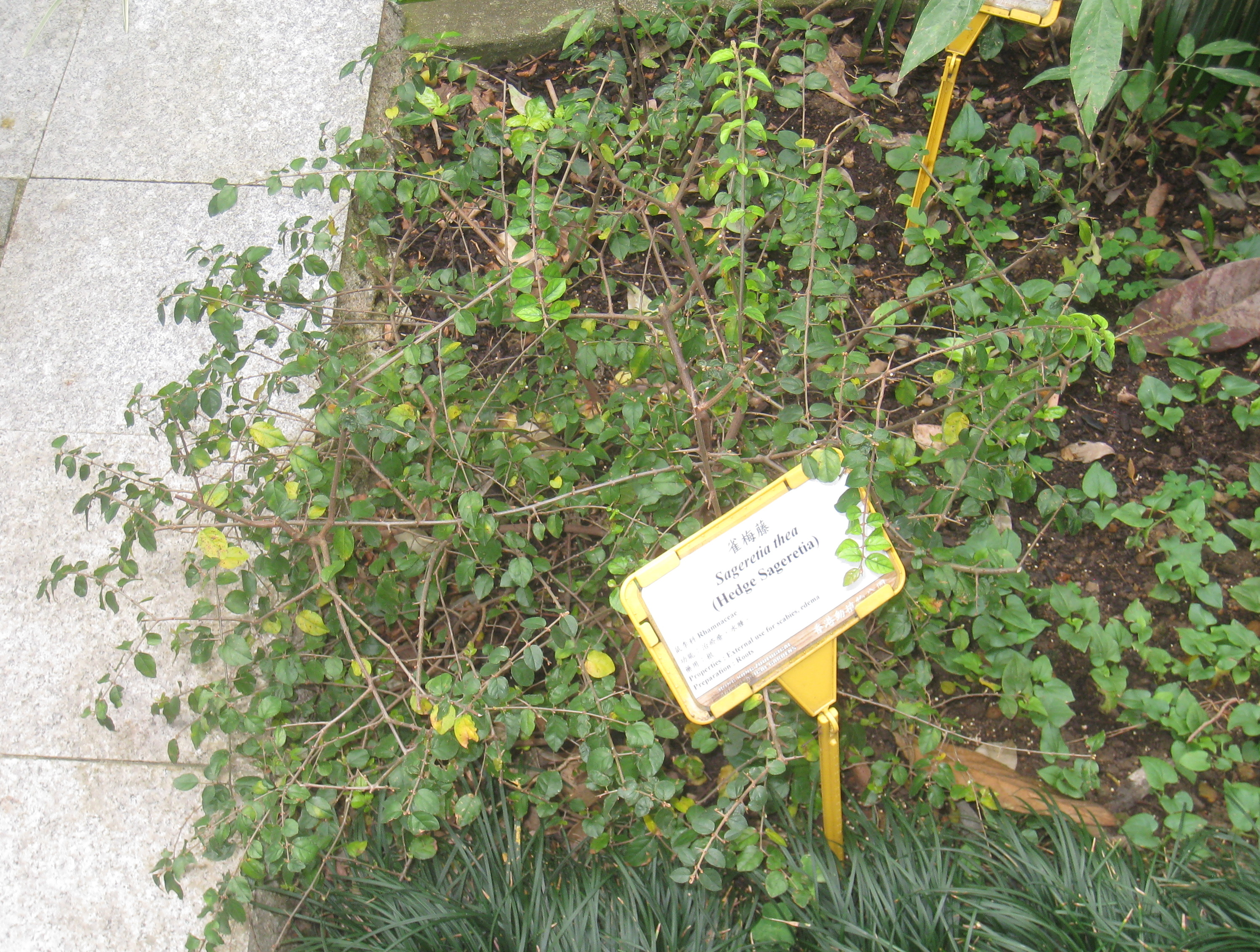
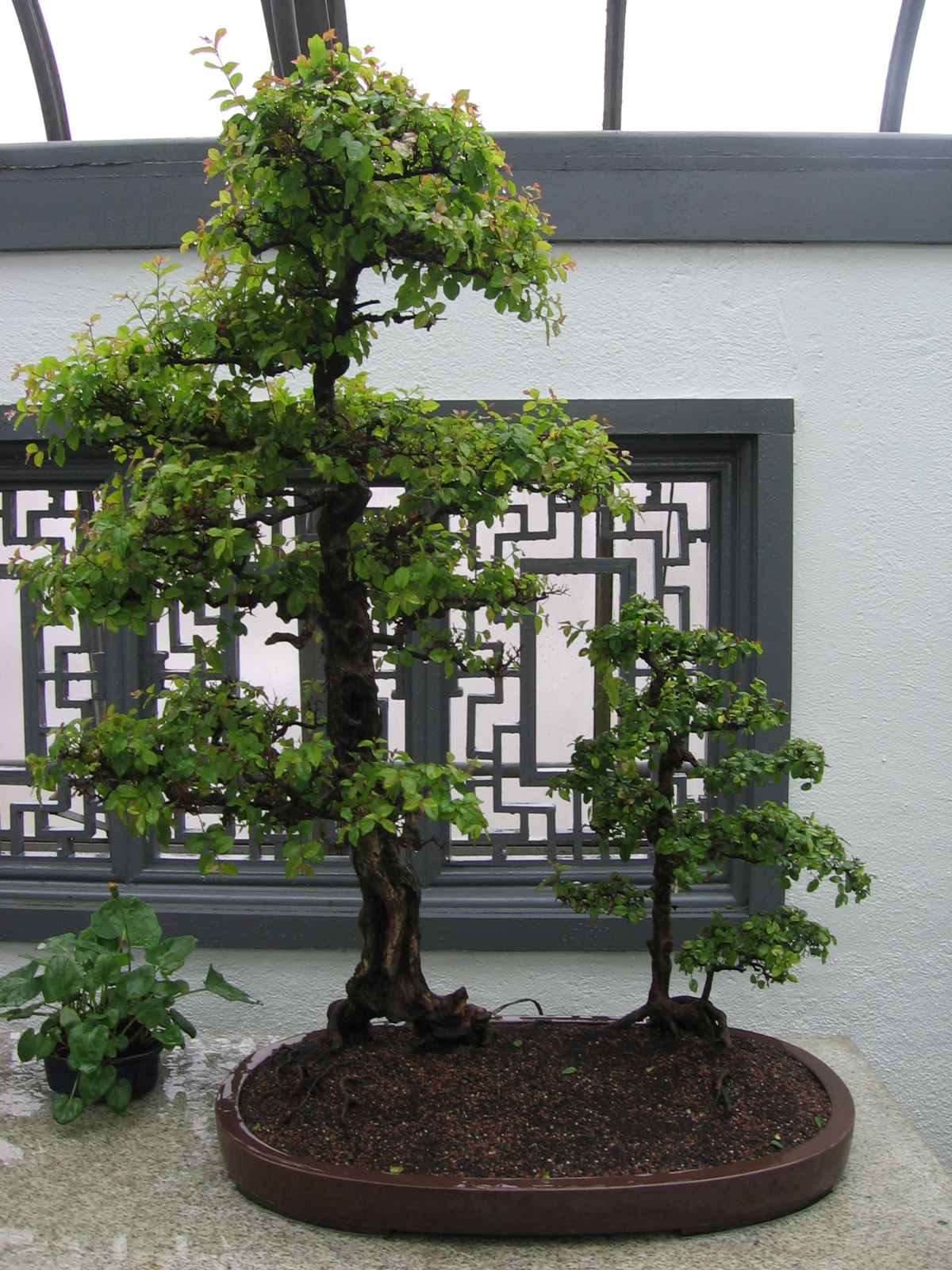
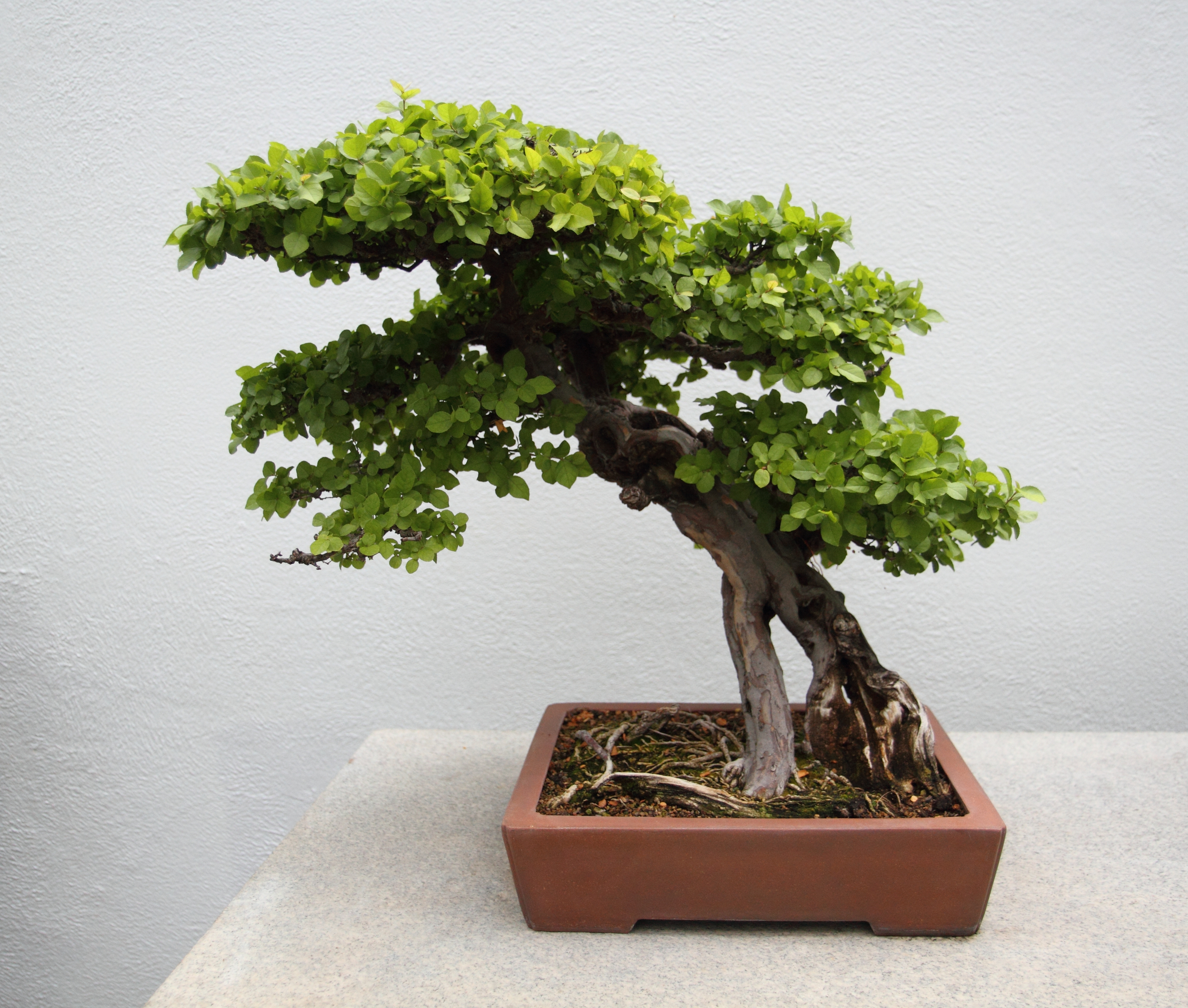
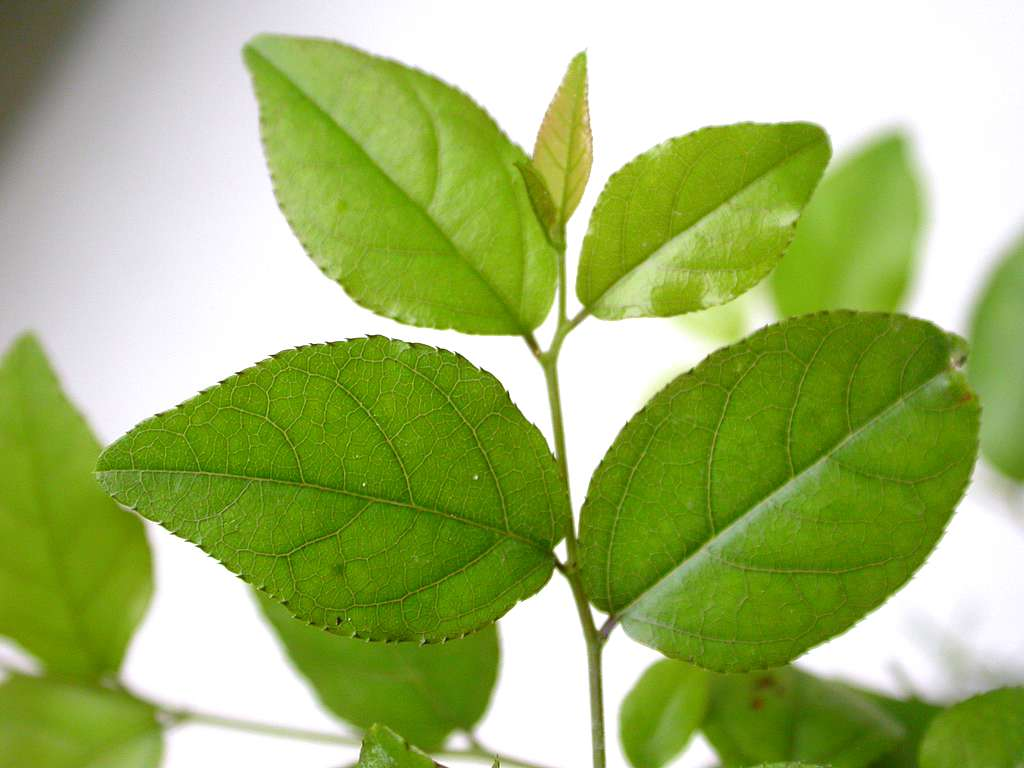
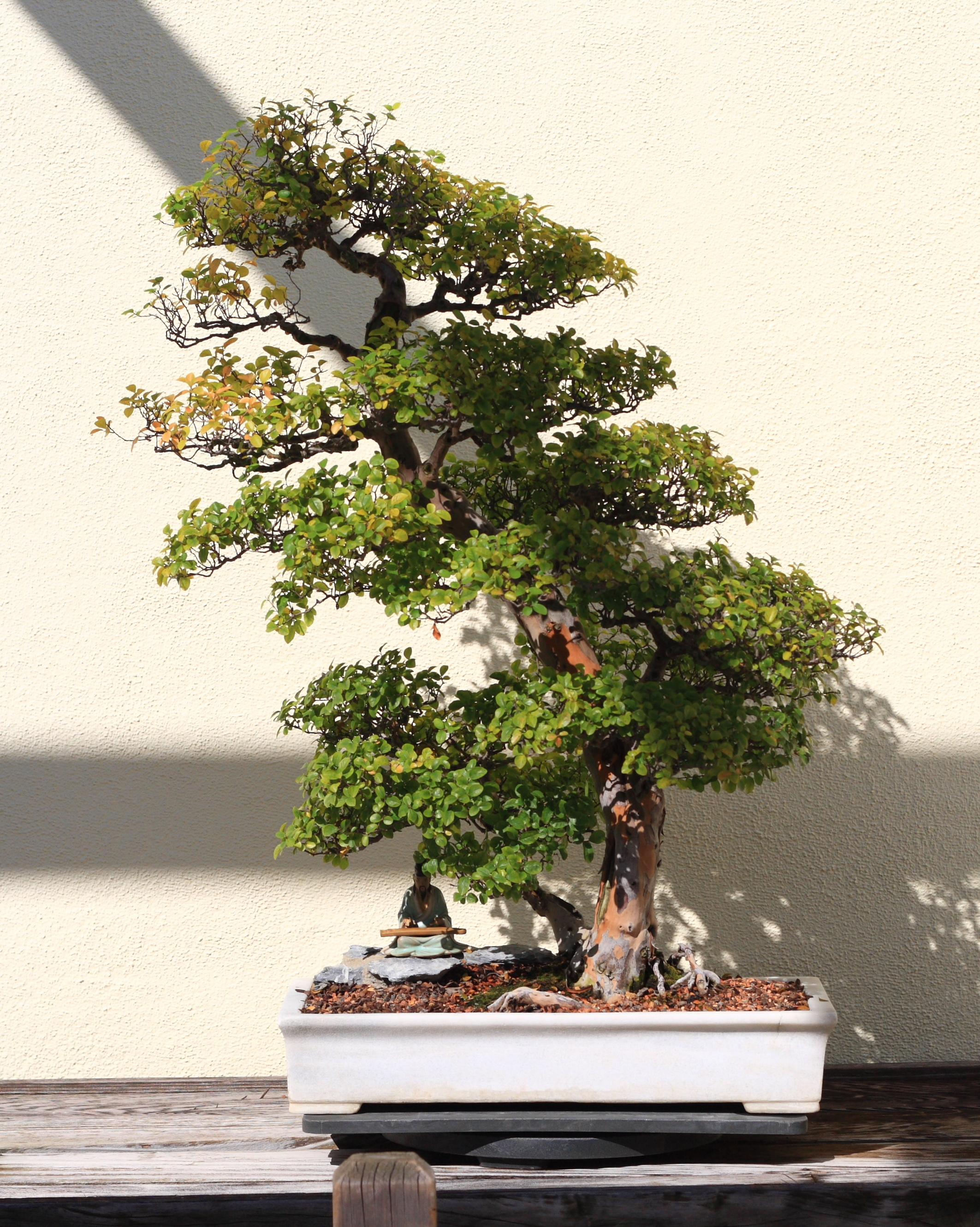